# 小行星5894
小行星5894（英語：5894 Telc）是一颗围绕太阳公转的小行星。1982年9月14日，安東寧·姆爾科斯在克列特发现了此天体。
这颗小行星的绝对星等为279.0147217582506等。